# Ciudad-subprovincia de la República Popular China
Una ciudad-subprovincia, ciudad subprovincial, ciudad a nivel de subprovincia o subprovincia (en chino simplificado, 副省级城市) es una división administrativa de la República Popular China. 
Al igual que la ciudad-prefectura, está situada dentro de una provincia o región autónoma. El alcalde, sin embargo, tiene más poder, ya que su situación es equivalente a la de un vicegobernador provincial. Tal situación, aunque inferior a la de los cuatro municipios bajo jurisdicción central, los cuales están consideradas al mismo nivel que las provincias, regiones autónomas y regiones especiales (que pertenecientes a la categoría de provincia de jure, establecido en la constitución de la República Popular China), no implica que la ciudad-subprovincia es superior a otras ciudades totalmente administradas por las provincias a las que pertenecen.
En China hay 15 ciudades-subprovincia: Changchun, Chengdu, Dalian, Hangzhou, Harbin, Jinan, Nankin, Ningbo, Qingdao, Shenyang, Shenzhen, Wuhan, Xiamen, Xi'an y Cantón.

## Ciudades subprovinciales
|           | Nombre en chino            | Nombre en chino | Localización | Localización          |             | Población        | Población  |            |                 |                                              |
| Español   | Simplificado (abreviatura) | Pinyin          | Provincia    | Región                | Designación | Población (2010) | Población  | Area (km²) | Densidad (/km²) | Divisiones                                   |
| --------- | -------------------------- | --------------- | ------------ | --------------------- | ----------- | ---------------- | ---------- | ---------- | --------------- | -------------------------------------------- |
| Changchun | 长春 (长)                  | Chángchūn       | Jilin        | China del Noreste     | 1989        | 7 677 089        | 7 459 000  | 20 532     | 363,3           | 6 distritos, 3 ciudades condado y 1 condado  |
| Chengdu   | 成都 (蓉)                  | Chéngdū         | Sichuan      | China del Suroeste    | 1989        | 14 047 625       | 10 597 000 | 12 390     | 887,9           | 9 distritos, 4 ciudades condado y 6 condados |
| Dalian    | 大连 (连)                  | Dàlián          | Liaoning     | China del Noreste     | 1984        | 6 690 432        | 6 200 000  | 13 237     | 468,4           | distritos, ciudades condado y condados       |
| Cantón    | 广州 (穗)                  | Guǎngzhōu       | Guangdong    | China del Sur-Central | 1984        | 12 700 800       | 10 045 800 | 7434,4     | 1627            | 10 distritos y 2 ciudades condado            |
| Hangzhou  | 杭州 (杭)                  | Hángzhōu        | Zhejiang     | China del Este        | 1994        | 8 700 400        | 6 776 400  | 16 847     | 402,2           | 8 distritos, 3 ciudades condado y 2 condados |
| Harbin    | 哈尔滨 (哈)                | Hāěrbīn         | Heilongjiang | China del Noreste     | 1985        | 10 635 971       | 9 873 742  | 53 791     | 183,56          | 8 distritos, 3 ciudades condado y 7 condados |
| Jinan     | 济南 (泉)                  | Jǐnán           | Shandong     | China del Este        | 1994        | 6 814 000        | 5 900 000  | 8177       | 721,5           | 6 distritos, 1 ciudades condado y 3 condados |
| Nankín    | 南京 (宁)                  | Nánjīng         | Jiangsu      | China del Este        | 1990        | 8 001 680        | 7 588 900  | 6598       | 1123,5          | 11 distritos y 2 condados                    |
| Ningbo    | 宁波 (甬)                  | Níngbō          | Zhejiang     | China del Este        | 1987        | 7 605 689        | 5 681 000  | 9365       | 606,6           | 6 distritos, 3 ciudades condado y 2 condados |
| Qingdao   | 青岛 (胶 )                 | Qīngdǎo         | Shandong     | China del Este        | 1986        | 8 715 100        | 7 579 900  | 10 654     | 711,5           | 6 distritos y 5 ciudades condado             |
| Shenyang  | 沈阳 (沈)                  | Shěnyáng        | Liaoning     | China del Noreste     | 1984        | 8 106 171        | 7 760 000  | 12 924     | 600,4           | 6 distritos                                  |
| Shenzhen  | 深圳 (深)                  | Shēnzhèn        | Guangdong    | China del Sur-Central | 1988        | 10 357 938       | 8 615 500  | 2050       | 4202,7          | distritos, ciudades condado y condados       |
| Wuhan     | 武汉 (汉)                  | Wǔhàn           | Hubei        | China del Sur-Central | 1984        | 9 785 392        | 9 700 000  | 8467,11    | 1145,6          | 13 distritos                                 |
| Xiamen    | 厦门 (鹭)                  | Xiàmén          | Fujian       | China del Este        | 1988        | 3 531 347        | 2 490 000  | 1565       | 1553            | 6 distritos                                  |
| Xi'an     | 西安 (镐)                  | Xī'ān           | Shaanxi      | China del Noroeste    | 1984        | 8 467 837        | 8 252 000  | 9983       | 826,6           | 9 distritos y 4 condados                     |